# 青電 (京成)
京成電鉄の青電（あおでん）は、京成電鉄に於いて自社線内のみで運用される鉄道車両で、第二次世界大戦終了後（以下戦後と称す）に緑の濃淡の組み合わせ塗装を施した車両のことで、マンセル値はダークグリーンが 8BG 3/0.5、ライトグリーンが 2.5GY 7/1.5 である。

## 青電の登場
創業期より終戦まで、京成電鉄に所属する車両の塗装は茶色や緑に白帯などが存在していた。戦後になると1946年のモハ220形や1948年のモハ600形などでは水色単色、特急用整備を受けたクハ1500形などは青の濃淡による塗装を施されていた。
1952年に登場したクハ2000形の台枠流用・車体新製車、2017・2018から緑の濃淡の塗装で竣工した。続くクハ2100形にも引き継がれている。この塗装が後に「青電」と利用客からも呼ばれるようになった。なお、これ以前に製造された車両（クハ2000形の戦災復旧車以前）についても、基本的に青電塗装に塗装変更された。
この塗装は初代3000形まで採用され、これ以降に製造された車両は都営地下鉄浅草線乗り入れ用であることを示す「赤電」塗装で現れた。

## 青電のその後
初代3000形は1960年より1961年までに赤電塗装に変更された。したがって、青電塗装の車両は旧性能のものが多く、1960年代より1970年代に掛けて順次新京成電鉄へ移籍したり廃車されたりし、210形及び2000・2100形は1980年頃の京成一般車の塗装簡略化の際に新赤電塗装に塗り替えられた。
最後の青電は、1982年3月廃車のモハ704-クハ2203・行商専用列車編成であった。その後、前出の210形及び2000・2100形は、1988年のさよなら運転で青電塗装を復活させた。
さらに後年の1997年には、1978年に新京成に譲渡されて1990年まで使用されていた200形の1両が京成に買い戻され、京成当時の車体に復元後に、青電塗装を施されて静態保存されている。
なお、新京成へ京成から譲渡された車両は、この青電塗装のまま運行されていたものも存在したが、後年に殆んどの車両が同社独自の新京成マルーンとキャンディピンクの塗装となった。また、銚子電気鉄道の旅客用車両も1972年にデハ501の入線をきっかけにベージュとローズピンクに塗色変更される以前は、塗料の融通を受けていた関係から京成青電色となっていた。
2009年には100周年の目玉として、青電色を身に纏った事のなかった3300形が青電色に塗り替えられ、同年6月30日〜2013年2月18日まで運用された。
これは当該となった3356編成の廃車に伴うものである。
窓周りのライトグリーン塗装は時代により僅かに異なり、1950年代は薄い緑、1960年代前半から中頃まではややスカイブルーを混ぜた様なもの、1960年代後半以降はカーキ色に近いものとなった（出典:とれいん 2009年12月号）。200形保存車両や3300形の復活塗装車両の窓周りの色は1950年代の青電制定当時の色である。

## 青電塗装となった車両
- 100形・126形（戦災復旧車・更新車含む）
- 200形（更新車含む）
- 210形更新前
- 500形・510形（戦災復旧車・更新車含む）
- 220形（更新車含む）
- 210形更新車・2000形更新車・2100形
- 600形（更新車含む）
- 700形・2200形
- 750形・2250形
- 1500形
- 1600形更新車クハ1603
- 初代3000形（最初期のみ）
- 3300形リバイバルカラー